# Vene metatarsiene dorsale
Venele metatarsiene dorsale sunt vene care drenează sângele din oasele metatarsiene ale piciorului. 

## Vezi și
- artere metatarsiene dorsale
- arc venos dorsal al piciorului